# Coatán
Coatán är en ort i Mexiko.   Den ligger i kommunen Técpan de Galeana och delstaten Guerrero, i den södra delen av landet, 290 km sydväst om huvudstaden Mexico City. Coatán ligger 493 meter över havet och antalet invånare är 115.
Terrängen runt Coatán är lite bergig, och sluttar söderut. Runt Coatán är det ganska glesbefolkat, med 22 invånare per kvadratkilometer. Närmaste större samhälle är Tecpan de Galeana, 13,2 km sydost om Coatán. Omgivningarna runt Coatán är en mosaik av jordbruksmark och naturlig växtlighet.